# Craig Lowndes
Pour les articles homonymes, voir Lowndes.
Craig Lowndes (né le 21 juin 1974 à Melbourne, Australie), est un pilote automobile australien.
Relativement méconnu hors de son pays faute d'une grande carrière internationale, il est en Australie l'un des plus célèbres pilotes du championnat V8 Supercars Australia, qu'il a remporté à trois reprises.

## Biographie
Après plusieurs années de karting, Craig Lowndes a commencé sa carrière en sport automobile en 1991, dans le championnat d'Australie de Formule Ford. Vainqueur du championnat en 1993, il part pour l'Angleterre pour y disputer en fin d'année le prestigieux Formula Ford Festival de Brands Hatch, qu'il termine à la troisième place. En 1994, Lowndes poursuit sa progression en monoplace en disputant le championnat de Formule Holden (en) (équivalent australien de la F3000). 
Ses bons résultats lui valent d'intéresser certaines équipes du championnat de tourisme V8 Supercars, la discipline reine du sport automobile australien. Tout d'abord recruté en tant que deuxième pilote pour les deux épreuves longues que sont le Sandown 500 et le Bathurst 1000, il décroche un volant à temps plein pour la saison 1996 au sein du Holden Racing Team. La première saison complète de Lowndes en V8 Supercar est un véritable triomphe puisqu'il remporte le championnat, en s'imposant notamment au Sandown 500 et au Bathurst 1000.
Alors considéré comme le pilote australien le plus doué de sa génération, Lowndes décide de tenter sa chance en Europe avec la Formule 1 comme objectif. En 1997, il obtient un volant dans le championnat international de Formule 3000, au sein de l'écurie autrichienne d'Helmut Marko,RSM Marko. Très attendu, Lowndes déçoit rapidement, et se fait totalement éclipser par son coéquipier Juan Pablo Montoya. Sans argent pour disputer une deuxième saison de F3000, il retourne en V8 Supercar, où il décroche coup sur coup deux nouveaux titres de champion en 1998 et 1999.
En 2001, il fait sensation en quittant Holden pour rejoindre les rangs de Ford et des écuries Gibson Motorsport puis Ford Performance Racing. Ce transfert s'avère peu fructueux d'un point de vue sportif, et éloigne Lowndes de la lutte pour le titre pendant plusieurs saisons. Vainqueur d'une course en 2003, Lowndes retrouve le premier plan en 2005 grâce à son transfert dans l'écurie Triple Eight et ne doit qu'à un certain manque de régularité d'être battu au championnat par Russell Ingall (en). Il termine à nouveau vice-champion en 2006 (avec en prime un succès au Bathurst 1000) après avoir été envoyé hors-piste lors de l'ultime manche du championnat par son rival Rick Kelly.
En 2014, il commence la saison par une victoire aux 12 Heures de Bathurst au volant d'une Ferrari 458 Italia GT3. Cette expérience lui permet d'envisager un engagement aux 24 Heures du Mans dans les années suivantes.

## Palmarès

### V8 Supercars
| Année | Series                                  | Position | Voiture                                 | Ecurie                        |
| ----- | --------------------------------------- | -------- | --------------------------------------- | ----------------------------- |
| 1996  | Australian Touring Car Championship     | 1st      | Holden VR Commodore                     | Holden Racing Team            |
| 1998  | Australian Touring Car Championship     | 1st      | Holden VS Commodore Holden VT Commodore | Holden Racing Team            |
| 1999  | Shell Championship Series               | 1st      | Holden VT Commodore                     | Holden Racing Team            |
| 2000  | Shell Championship Series               | 3rd      | Holden VT Commodore                     | Holden Racing Team            |
| 2001  | Shell Championship Series               | 11th     | Ford AU Falcon                          | Gibson Motor Sport            |
| 2002  | V8 Supercar Championship Series         | 7th      | Ford AU Falcon                          | Gibson Motor Sport            |
| 2003  | V8 Supercar Championship Series         | 5th      | Ford BA Falcon                          | Ford Performance Racing       |
| 2004  | V8 Supercar Championship Series         | 20th     | Ford BA Falcon                          | Ford Performance Racing       |
| 2005  | V8 Supercar Championship Series         | 2d       | Ford BA Falcon                          | Triple Eight Race Engineering |
| 2006  | V8 Supercar Championship Series         | 2nd      | Ford BA Falcon                          | Triple Eight Race Engineering |
| 2007  | V8 Supercar Championship Series         | 3rd      | Ford BF Falcon                          | Triple Eight Race Engineering |
| 2008  | V8 Supercar Championship Series         | 4th      | Ford BF Falcon                          | Triple Eight Race Engineering |
| 2009  | V8 Supercar Championship Series         | 4th      | Ford FG Falcon                          | Triple Eight Race Engineering |
| 2010  | V8 Supercar Championship Series         | 4th      | Holden VE Commodore                     | Triple Eight Race Engineering |
| 2011  | International V8 Supercars Championship | 2nd      | Holden VE Commodore                     | Triple Eight Race Engineering |
| 2012  | International V8 Supercars Championship | 2nd      | Holden VE Commodore                     | Triple Eight Race Engineering |
| 2013  | International V8 Supercars Championship | 2nd      | Holden VF Commodore                     | Triple Eight Race Engineering |
| 2014  | International V8 Supercars Championship | 4th      | Holden VF Commodore                     | Triple Eight Race Engineering |
| 2015  | International V8 Supercars Championship | 2nd      | Holden VF Commodore                     | Triple Eight Race Engineering |
| 2016  | Virgin Australia Supercars Championship | 4th      | Holden VF Commodore                     | Triple Eight Race Engineering |

### Formule 3000
(Les cours en gras indique les pole position; les cours en italique indique les meilleurs tours en cours)
| Année | Ecurier   | 1      | 2       | 3       | 4       | 5     | 6       | 7       | 8       | 9      | 10    | DC   | Points |
| ----- | --------- | ------ | ------- | ------- | ------- | ----- | ------- | ------- | ------- | ------ | ----- | ---- | ------ |
| 1997  | RSM Marko | SIL 14 | PAU Ret | HEL Ret | NÜR Ret | PER 4 | HOC Ret | A1R Ret | SPA Ret | MUG 21 | JER 9 | 17th | 3      |

### Autres disciplines
- Champion de Formule Ford Australie en 1993

- Vainqueur des 12 Heures de Bathurst en 2014 et 2017